# Salvatore Denti Amari di Pirajno
Salvatore Denti Amari, Duca di Pirajno (Napoli, 27 aprile 1875 – Bologna, 1º agosto 1942), è stato un ammiraglio, aviatore e politico italiano.

## Biografia
Nacque a Napoli da Giuseppe e da Rosalia Amari. Conseguì gli studi all'Accademia navale di Livorno.
Durante la guerra italo-turca, come capitano di corvetta fu prima comandante di una dirigibile ed in seguito comandante dell'intero reparto nonché dei cantieri di Tripoli. Fu decorato a seguito delle varie imprese compiute al comando del dirigibile, in particolare una ricognizione a bassa quota effettuata sul campo della battaglia di Zanzur, ma anche per le 34 ascensioni compiute in condizioni avverse.
Nel corso della prima guerra mondiale, col grado di capitano di fregata, dal dicembre 1916 al luglio 1918 fu comandante d'aeronautica del Basso Adriatico.
Fu direttore della Scuola aeronautica di Taranto dalla fine del 1916 al 1918.
Nel 1923 fu nominato aiutante di campo di Vittorio Emanuele III, l'anno successivo fu promosso ad aiutante onorario.
Nel 1924 svolse una crociera in Sud America a bordo dell'incrociatore corazzato San Giorgio.
Nel 1930-31 comandò la Divisione navale speciale sull'esploratore Quarto, passando dal 21 novembre 1934 al comando della 2ª Navale.
Nel 1936 fu nominato dal Re Grande Ufficiale dell'Ordine dei Santi Maurizio e Lazzaro. Nel 1938 fu elevato al grado più alto del medesimo ordine, cioè Cavaliere di gran croce.
In seguito fu prima presidente del Consiglio superiore di marina e poi del Comitato degli ammiragli. Autocandidatosi al Ministero della Marina nel 1938, il 25 marzo 1939 fu nominato senatore.
Dal 17 aprile 1939 fino alla sua morte, avvenuta a Bologna il 1º agosto 1942, fu membro della Commissione dell'economia corporativa e dell'autarchia e della Commissione per il giudizio dell'Alta Corte di Giustizia.